# Méric Casaubon
Pour les articles homonymes, voir Casaubon.
(Florence Estienne) Meric Casaubon (14 août 1599 – 14 juillet 1671), fils d'Isaac Casaubon, est un auteur protestant qui était passé avec son père en Angleterre. On lui doit plusieurs ouvrages d'érudition sur Épictète, Hiéroclès, etc., ainsi qu'un Traité de la crédulité, livre où il veut établir la réalité des esprits et des sorciers. Il a donné en 1634 une traduction anglaise des Pensées de Marc Aurèle ainsi qu'une édition grec-latin en 1643.

## Publications
- Pietas contra maledicos patrii Nominis et Religionis Hostes (1621) ;
- Vindicatio Patris adversus Impostores (1624) ;
- Marcus Aurelies Antoninus the Roman Emperor, his Meditations Concerning Himself (1634) ;
- A treatise of use and custome (1638) ;
- De quatuor linguis commentationis, pars prior : quae, de lingua Hebraica: et, de lingua Saxonica (1650) ;
- A Treatise Concerning Enthusiasme (1656) ;
- A true and faithful relation of what passed for many years between Dr. John Dee and some spirits (1659) ;
- Of the Necessity of Reformation (1664) ;
- On Credulity and Incredulity in Things natural, civil and divine (1668) ;
- Generall Learning: A Seventeenth-Century Treatise on the Formation of the General Scholar (ed. Richard Serjeantson, 1999) ;
- A Letter of Meric Casaubon to Peter Du Moulin Concerning Natural Experimental Philosophie (ed. Peter Du Moulin, 1999).

## Source
Cet article comprend des extraits du Dictionnaire Bouillet. Il est possible de supprimer cette indication, si le texte reflète le savoir actuel sur ce thème, si les sources sont citées, s'il satisfait aux exigences linguistiques actuelles et s'il ne contient pas de propos qui vont à l'encontre des règles de neutralité de Wikipédia.